# Гиљермо Арељано
Гиљермо Арељано Морага (21. август 1908. у Сантјагу, † 16. фебруар 1999) био је чилеански фудбалски нападач.

## Клубска каријера
Арељано, најмлађи брат Давида Арељана (1902-1927) и Франциска Арељана (1908-1976), био је у саставу чилеанског клуба Коло Коло од 1926. 1932. године

## Национална каријера
Арељано је играо на позицији нападача, био је члан репрезентације своје земље и са њом је учествовао у првом фудбалском Светском купу 1930. године. Тамо је прославио свој међународни деби 22. јула 1930. против Аргентине. Није успео да резервише другу мисију у националном тиму.

## Остало
Последње почивалиште Гиљерма Арељана, као и његова два брата, и других сјајних личности клуба Коло Коло, Хорациа Муноза, Гуиллерма Саведра, Вицтора Моралеса налази се у старом маузолеју Коло Коло-а на централном гробљу.

## Статистика

### Учешће у клубовима
| Клуб             | Држава | Година      |
| ---------------- | ------ | ----------- |
| Коло Коло        | Чиле   | 1926 – 1928 |
| Коло Коло        | Чиле   | 1930 – 1932 |
| Шпанска унија    | Чиле   | 1933        |
| Јутарња звезда   | Чиле   | 1933        |
| Магелан          | Чиле   | 1934        |
| Сантиаго Морнинг | Чиле   | 1941        |